# Нічниця (роман)
«Нічниця» — роман української письменниці Жанни Куяви. В 2012 письменниця отримала за цей роман спеціальну відзнаку «За ексклюзивний жіночий твір» у літературному конкурсі «Коронація слова 2012»;
Ілюстрації до роману виконала художниця Світлана Фесенко.

## Публікації
Жанна Куява. Нічниця : роман / Ж. В. Куява ; худ. С. Фесенко. – Луцьк : ПВД «Твердиня», 2013. – 244 с.

## Рецензії
- Віра Наливана. Безмежне кохання може бути шкідливим для вашого здоров'я. Друг читача.
- Юлія Юліна. Нічна божевільна, або Як люди втрачають здоровий глузд. Буквоїд.
- Тетяна Зінченко. Якщо любиш – люби!. Буквоїд.